# Arctium minus
Arctium minus é uma espécie de planta com flor pertencente à família Asteraceae. 
A autoridade científica da espécie é Bernh., tendo sido publicada em Systematisches Verzeichnis 154. 1800.
Os seus nomes comuns são amores, bardana, bardana-menor, bardana-ordinária, erva-dos-aflitos, erva-dos-tinhosos, lapa, murruca, pegamassa, pegamasso, pegamaço-menor, pegamasso-menor ou teijeira.

## Portugal
Trata-se de uma espécie presente no território português, nomeadamente em Portugal Continental, no Arquipélago dos Açores e no Arquipélago da Madeira.
Em termos de naturalidade é nativa de Portugal Continental e Arquipélago da Madeira e introduzida no arquipélago dos Açores.

## Protecção
Não se encontra protegida por legislação portuguesa ou da Comunidade Europeia.